# Augustin Volkery
Augustin (Augustinus) Volkery (22. srpna 1875 Ochtrup, Severní Porýní-Vestfálsko – 13. prosince 1965 Ochtrup, Severní Porýní-Vestfálsko) byl římskokatolický kněz německé národnosti působící v litoměřické diecézi a spisovatel.

## Život
Na kněze byl vysvěcen 17. července 1904 v Litoměřicích. Jako kněz působil až do konce II. světové války v Ústí nad Labem. 24. září 1946 píše z Předlic na biskupskou konzistoř v Litoměřicích, že se má 25. září hlásit v táboře ve Všebořicích, v souvislosti s poválečným vysídlením německy mluvícího obyvatelstva. Poté následoval jeho odsun z Československa. Poté žil ve Vestfálsku v Ochtrupu, kde zemřel a kde je také pohřben.

## Monografie
- VOLKERY, Augustin. Ein Rückblick: Festschrift verfasst im Auftrage des kirchenbauvereines zu Predlitz zum freudigen Gedenken 25jähriger Arbeit von Herausgeber Augustin Volkery in Predlitz. Předlice: Augustin Volkery (Selbstverlag), 1930. S. 70. (němčina)
- VOLKERY, Augustin. Gebete großer und heiliger Seelen: Vollständiges Gebet- und Andachtsbuch für katholische Christen aus vielen der schönsten Gebete der Alt- und Neuzeit. In:  Winterberg; Wien; New-York: J. Steinbrener, 1932. S. 416. (němčina)
- VOLKERY, Augustin. Lobet den Herrn!: Andachtsbüchlein für katholische Christen. Winterberg; Wien; New-York: J. Steinbrener, 1933. S. 191. (němčina)
- VOLKERY, Augustin. Gebetsblüten: Andachtsbüchlein für katholische Christen. Winterberg; Wien; New-York: J. Steinbrener, 1934. S. 447. (němčina)
- VOLKERY, Augustin. Allerseelenglöcklein: Vollständiges Gebet- und Betrachtungsbüchlein zum Troste der armen Seelen. In:  Winterberg; Wien; New-York: J. Steinbrener, 1935. S. 480. (němčina)
- VOLKERY, Augustin. Diptychon sacerdotum Dioecesis Litomericensis inde ab anno 1886 pie in Domino defunctorum in eorundem memoriam. Litoměřice: Verlagsbuchdruckerei „Union“, Leitmeritz, Domgasse 16, 1937. 104 s. (němčina)

a další